# Portada/efemèride agost 28
Chadwick Boseman
« 27 d'agost · 28 d'agost · 29 d'agost »